# Bledius femoralis
Bledius femoralis ist ein Käfer aus der Familie der Kurzflügler (Staphylinidae). 

## Merkmale
Die Käfer erreichen eine Körperlänge von 3 bis 3,5 Millimetern. Ihr Körper ist schwarz gefärbt, die Deckflügel sind rot oder kastanienbraun, selten auch schwarz gefärbt. Die Fühler sind schwarzbraun, die Beine sind braunrot. Die Schenkel (Femora) sind basal etwas dunkler. 

## Vorkommen und Lebensweise
Die Art kommt in West- und Mitteleuropa sowie im südlichen Nordeuropa vor. In England tritt sie nur lokal, aber gelegentlich häufig auf. Man findet die Tiere an sandigen und feuchten Bereichen am Ufer von Gewässern sowie in Lössgruben, an lehmig-sandigen und vegetationslosen Stellen. Häufig tritt die Art gemeinsam mit anderen Arten der Gattung, wie dem Gemeinen Grabkurzflügler (Bledius gallicus), Bledius opacus etc., auf. Die Art tritt nur selten auf.